# Monstro utilitário
O Monstro Utilitário é um experimento de pensamento no estudo da ética criado pelo filósofo Robert Nozick em 1974, como uma crítica do utilitarismo.

## O experimento mental
Um ser hipotético, que Nozick chama de monstro utilitário, recebe muito mais utilidade de cada unidade de um recurso que consome do que qualquer outra pessoa. Por exemplo, comer um biscoito pode trazer apenas uma unidade de prazer para uma pessoa comum, mas pode trazer 100 unidades de prazer para um monstro de utilidade. Se o monstro de utilidade pode obter tanto prazer de cada unidade de recursos, segue do utilitarismo que a distribuição de recursos deve reconhecer isso. Se o monstro utilitário existisse, justificaria os maus-tratos e talvez a aniquilação de todos os outros, de acordo com os mandatos do utilitarismo, porque, para o monstro da utilidade, o prazer que eles recebem supera o sofrimento que eles podem causar. Nozick escreve:
A teoria utilitarista é constrangida pela possibilidade de monstros de utilidade que obtêm somas enormemente maiores de utilidade de qualquer sacrifício de outros do que os outros perdem ... a teoria parece exigir que todos sejam sacrificados na boca do monstro, a fim de aumentar a utilidade total. 
Esta experiência de pensamento tenta mostrar que o utilitarismo é, na verdade, não-igualitário, mesmo que possa parecer ser à primeira vista.
A experiência sustenta que não há maneira de agregar utilidade que possa contornar a conclusão de que todas as unidades devem ser dadas a um monstro utilitário, porque todo sistema diferente tem um monstro e derrotando um monstro utilitário cria-se outro. Por exemplo, no princípio maximin ou diferença de Rawls, maximin configura o utilitário agregado de um grupo como sendo o do utilitário com menor utilidade. Assim, dar unidades para o monstro utilitário falha ao alterar o utilitário do grupo, a menos que o utilitário tenha menos utilidade. Mesmo que o monstro utilitário tenha o mínimo de utilidade, maximin só preferiria alocar unidades ao monstro até que ele alcance o membro que tem o utilitário next-to-least. Isso derrotaria o monstro utilitário "feliz" da utilidade média. Mas se a pessoa que tem menos utilidade obtém apenas uma pequena quantidade de utilidade de cada unidade de recursos, eles podem nunca alcançar a próxima pessoa, de modo que eles possam consumir de forma semelhante todos os recursos do mundo. Pode ser demonstrado que todos os sistemas consequencialistas baseados na maximização de uma função global estão sujeitos a monstros de utilidade.

## Histórico
Robert Nozick, um filósofo americano do século XX, cunhou o termo "monstro da utilidade" em resposta à filosofia do utilitarismo de Jeremy Bentham. Nozick propôs que aceitar a teoria do utilitarismo provoca a necessária aceitação da condição de que algumas pessoas usariam isso para justificar a exploração de outros. Um indivíduo (ou grupo específico) reivindicaria seu direito a mais "unidades de felicidade" do que eles alegam que os outros merecem, e os outros seriam conseqüentemente deixados a receber menos "unidades de felicidade".
Nozick considera esses exploradores "monstros da utilidade" (e, para facilitar o entendimento, eles também podem ser considerados porcos de felicidade). Nozick apresenta monstros de utilidade justificando sua ganância com a noção de que, em comparação com outros, eles experimentam uma maior desigualdade ou tristeza no mundo, e merecem mais unidades felizes para preencher essa lacuna. As pessoas que não fazem parte do grupo de monstros de utilidade (ou não o próprio indivíduo de monstro utilitário) ficam com unidades menos felizes para serem divididas entre os membros. Monstros de utilidade afirmam que os outros são mais felizes no mundo para começar, então eles não precisariam daquelas unidades extra felizes para as quais eles reivindicam de qualquer maneira.

## Implicações sociais

### Liberdade de expressão
O monstro utilitário tem sido invocado em debates sobre a liberdade de expressão. Defensores de leis contra o discurso de ódio, bandeiras queimadas, e a blasfêmia tem sido acusados de tornar-se monstros utilitários, a fim de aumentar a disponibilidade da sociedade para apoiar as suas políticas.

### População
O monstro utilitário foi invocado em debates sobre população. O mero paradoxo de adição de Derek Parfit sugere que humanos adicionais aumentariam a felicidade total, mesmo se a população em expansão diminuir a felicidade média. O raciocínio oposto produz a "conclusão repugnante " de que o mundo ficaria melhor com uma pessoa extremamente feliz. Parfit sugere que o monstro da utilidade de Nozick é enganoso porque apela para as nossas intuições sobre um ser que experimenta mais de um milhão de vezes a utilidade de uma pessoa comum, que é, pensa ele, inconcebível. A implicação é uma escala contínua de mudança de felicidade mais comum, de grande a zero, baseada na escassez de unidades, a felicidade aumentando a partir de uma unidade adicional de recurso apenas inversamente proporcional ao conjunto existente de unidades.

### Relevância
A razão pela qual isso pode vir a ser, e a razão pela qual o monstro da utilidade é uma condição do utilitarismo em vigor, é porque a filosofia necessariamente levanta a questão de como medir a felicidade. Uma pessoa pode estar sofrendo muito, mas não existe uma maneira física de medir a falta de felicidade que ela experimenta, e se ela é maior ou menor do que uma pessoa que está sofrendo uma dor diferente, como a tortura física. Reformulado, isso traz à luz a questão de qual pessoa é mais merecedora e qual pessoa é menos merecedora de unidades de felicidade baseadas em experiências de vida. Indivíduos devem ter a palavra do outro sobre quanto felicidade cada um deles possui, e a felicidade que eles deveriam, portanto, ser capaz de reivindicar. É uma ideia comum entre as pessoas que ferem indivíduos merecem compensação por sua dor. No entanto, o monstro utilitário de Nozick aproveitaria esse processo de recompensa, proclamando que sua dor é a maior e mais merecedora recompensa.
Jason Kuznicki argumenta que o inverso é verdadeiro. De acordo com Kuznicki, essa justificativa proposta afeta negativamente a sociedade, porque a demanda das pessoas por pagamento igual para a dor da vida cria esses monstros de utilidade. Um desses grupos, ele sugere, vem na forma de pessoas que buscam a correção política. Ele afirma que essas pessoas matam o direito de outras pessoas à liberdade de expressão, sob o pretexto de que isso causa dor ao grupo (ou ao indivíduo). Ele afirma que é injustificável que a dor que alguém causa seja maior do que a de outra pessoa. Assim, ele fornece o exemplo da censura, em que se uma pessoa acha certa ofensiva da censura, enquanto outras não, quem pode dizer que a ofensa da pessoa ofendida é digna de uma lei de censura daquele material a ser criado? Especificamente, "Se 'sentimentos de perturbação' devem ser levados em conta ao moldar nossas leis, por que meus sentimentos e os sentimentos de outros libertários não contam para nada? "